# Quartierplan
Der Quartierplan ist ein Planungsinstrument für ein klar abgegrenztes Areal in mehreren Kantonen der Schweiz. Er gehört als Teil der Nutzungsplanung zu den Sondernutzungsplänen in der Schweizer Raumplanung. Der Quartierplan wird je nach Kanton unterschiedlich gehandhabt.

## Kanton Zürich
Im Kanton Zürich dient der Quartierplan gemäß dem Zürcher Bau- und Planungsgesetz der Baulanderschließung. Der Quartierplan umfasst die Erschließung mit Straßen und Werkleitungen, die Festlegung neuer Grundstücksgrenzen, die Errichtung von Dienstbarkeiten und den prozentualen Landabzug für Infrastrukturanlagen, welche dem gesamten Quartier dienen. Im Rahmen des Quartierplans darf jedoch nicht von der Regelbauweise abgewichen werden. Wo die Regelbauweise zur effizienten Baulanderschliessung nicht ausweicht, kann der Quartierplan mit einem Gestaltungsplan kombiniert werden.
Am Quartierplanverfahren beteiligt sind die betroffenen Grundeigentümerinnen und Grundeigentümer. Zuerst werden deren Absichten in Grundeigentümerversammlungen diskutiert und dann beschliesst der Gemeinderat (Exekutive) den Quartierplan (sogenannter Festsetzungsbeschluss). Nach der Genehmigung durch den Regierungsrat des Kantons Zürich (Exekutive) wird der Quartierplan baulich und rechtlich realisiert (sogenannter Vollzug). Die administrativen und baulichen Kosten werden von den Grundeigentümern getragen. Es gibt amtliche und private Quartierpläne, die leicht unterschiedliche Verfahren durchlaufen.

## Kanton Schaffhausen
Im Kanton Schaffhausen dient der Quartierplan der Erschliessung, Überbauung und Gestaltung eines Areals. Er entspricht weitgehend dem Gestaltungsplan in den Kantonen Zürich und Thurgau. Der Quartierplan besteht mindestens aus einem Situationsplan, seinen zugehörigen Vorschriften und einem Planungsbericht. Es darf von der Regelbauweise abgewichen werden, sofern die Bauordnung der Gemeinde dies erlaubt. Gemeinden oder Private können einen Quartierplan aufstellen. Der Quartierplan wird durch den Gemeinderat beschlossen und öffentlich aufgelegt. Es wird den Gemeinden empfohlen, den Quartierplan davor dem Kanton zur Vorprüfung einzureichen. Während der Auflage können Einsprachen gegen den Quartierplan erhoben werden, über die der Gemeinderat zu entscheiden hat. Der Kanton genehmigt den Quartierplan und entscheidet über allfällige Rekurse.

## Kanton Obwalden
Der Quartierplan im Kanton Obwalden dient insbesondere der Realisierung grösserer Überbauungen. Wie in Schaffhausen darf durch den Quartierplan in begrenztem Ausmass von der Regelbauweise abgewichen werden. Eine Abweichung von der Regelbauweise ist nur möglich, wenn eine erhöhte Siedlungsqualität sichergestellt werden kann. Der Quartierplan kann  von Privaten oder Gemeinden aufgestellt werden und ist öffentlich aufzulegen. Im Gegensatz zu Zürich und Schaffhausen ist jedoch nicht immer eine Genehmigung durch den Kanton nötig.